# رونالد راوسون
رونالد راوسون (انگلیسی: Ronald Rawson; ۱۷ ژوئن ۱۸۹۲ – ۳۰ مارس ۱۹۵۲) بوکسور، و مهندس اهل بریتانیا بود.